# Ja samo pjevam
Ja samo pjevam è il settimo studio album di Severina Vučković.
Scaduto il contratto con la Tutico, Severina nel 1999 passa a tutti gli effetti alla Croatia Records, la casa discografica più grande in Croazia.
L'album Ja samo pjevam ottiene un enorme successo e vende oltre 50 000 copie, un numero vertiginoso considerando il ristretto mercato discografico della Croazia.
L'album è veramente variopinto da un punto di vista musicale, ci sono molti generi musicali, principalmente si tratta di musica pop con elementi di musica folk, zingara e spagnola. Nella canzone Daj da biram Severina viene accompagnata dalla band zingara Sarr e Roma. Nello stesso 1999 partecipa al festival Melodije Hrvatskog Jadrana con la canzone Da si moj. L'album include anche una nuova versione della canzone Dodirni mi koljena, originariamente cantata dal gruppo Zana.
Grandissimi successi dell'album sono: Ante, Da si moj, Nedostaješ mi, Daj da biram, Ja samo pjevam e Dodirni mi koljena.

## Tracce
1. Ante - (Severina Vučković / Hrvoje Grčević / Vladimir Pavelić Bubi / Jadranka Krištof – Severina Vučković – Hrvoje Grčević)
2. Ja samo pjevam - (Hrvoje Grčević / Severina Vučković – Severina Vučković – Hrvoje Grčević)
3. Dodirni mi koljena - (Radovan / Kikamac – Marina Tucaković – Nikša Bratoš)
4. Nedostaješ mi - (Rajko Dujmić – Faruk Buljubašić Fayo – Hrvoje Grčević)
5. Tužna pjesma - (Severina Vučković – Severina Vučković – Ante Pecotić)
6. Da si moj - (Đorđe Novković – Faruk Buljubašić Fayo / Severina Vučković / Jadranka Krištof – Ante Pecotić)
7. Bolna ti bolujem - (Severina Vučković – Severina Vučković – Ante Pecotić)
8. Esmeralda - (Maja Maria – Maja Maria – Nikša Bratoš)
9. Daj da biram - (Damjan J. Vilotić – Damjan J. Vilotić / Severina Vučković / Ante Pecotić – Ante Pecotić)
10. Odavde do vječnosti - (Aleksandra Kovać – Spomenka Kovač – Ante Pecotić)